# Фридрих VI фон Байхлинген
Фридрих VI фон Байхлинген (на немски: Friedrich VI von Beichlingen; † сл. 23 март 1313) от графския род Нортхайми, е граф на Байхлинген-Ротенбург.

## Произход
Той е вторият син на граф Фридрих IV фон Байхлинген († 30 ноември 1275/12 юли 1276) и втората му съпруга Хердвиг фон Ротенбург († 10 февруари 1292/19 юли 1294). Брат е на Фридрих V фон Байхлинген († пр. 12 юли 1276), граф на Лора и Байхлинген, Херман († сл. 1268) и на Ерменгарда († сл. 28 септември 1280).
Сродява се през ок. 1300/1301 г. с потомка на император Фридрих II и през 1306 г. с византийския император Андроник III Палеолог.

## Фамилия
Фридрих VI се жени за Лукардис († пр. 19 юли 1294). Те имат пет деца:
- Фридрих фон Байхлинген II (* ок. 1280; † сл. 5 юни 1331 или 1333), женен ок. 1300/1301 г. за Елизабет фон Анхалт († пр. 1306), II. през 1306 г. за Алиса фон Брауншвайг-Люнебург († 1312)
- Герхард I фон Байхлинген († 1324/29 септември 1329)
- Херман
- Хайнрих
- Фридрих